# Giuseppe Volta
Giuseppe Volta (Casale Monferrato, 11 luglio 1903 – Casale Monferrato, 14 luglio 1979) è stato un calciatore italiano, di ruolo centrocampista.

## Carriera
Cresce calcisticamente nel Casale, con cui disputa cinque campionati nella massima categoria, passando poi alla Juventus. Con i bianconeri, con i quali colleziona appena 5 presenze nella stagione 1927-28, non riesce a compiere il salto di qualità, venendo ceduto la stagione successiva all'Atalanta, sempre nella massima serie.
La prima stagione in neroazzurro si conclude con una retrocessione.
Ritorna quindi al Casale, dove disputa tre campionati di Serie A, segnando la sua unica marcatura nella partita interna contro il Genoa il 5 marzo 1933, per concludere poi la carriera tra Pavia (Serie B) ed Asti (Serie C).